# 草刈麻有
草刈 麻有（くさかり まゆう、1993年4月20日 - ）は、日本の女優、モデル。東京都出身。
過去にはプロダクション尾木に所属していた。
2024年9月、2年間の休止期間を経て芸能活動を再開。新たに芸能事務所「Maison.8」に所属。

## 人物
- 父親は俳優の草刈正雄。母親は元モデル兼女優の大塚悦子。姉はタレントの紅蘭。兄はKANDYTOWNのYUSHI（本名：草刈雄士）。父方の祖父が米国軍人であり、自身はクォーターである。
- 幼い頃から父に連れられてドラマの収録現場へ行っていたが、当初は女優になることを考えていなかった。中学生の頃、仲の良い友人がモデルをしていたことがきっかけで、芸能界に興味を持つようになった[3]。父は当初、芸能界入りを反対していたが、麻有の強い意志に折れたという。父とは映画『0093 女王陛下の草刈正雄』で親子役で共演を果たした。
- 仲の良い芸能人は夏帆と忽那汐里。
- 2018年9月4日放送のTBSテレビ『有田哲平の夢なら醒めないで』に出演し、Seventeen専属モデル時代に激太りしてSeventeenの編集部から怒られ、それが原因で芸能活動を休止した時期があったことを明かした[4]。

## 出演

### 映画
- 0093 女王陛下の草刈正雄（2007年10月13日） - 草刈麻有 役
- 蘇りの血（2009年12月19日） - テルテ姫 役
- 青い青い空（2010年10月9日） - 佐津川みさと 役[5][6]
- 少女たちの羅針盤（2011年5月14日） - 来栖かなめ 役
- この空の花 長岡花火物語 （2012年4月7日） - 畑山瑠衣 役
- モンスターズクラブ（2012年4月21日） - 垣内ミカナ 役
- 明日にかける橋 1989年の想い出（2018年6月30日） - アヤカ 役

### テレビドラマ
- 東京少女（BS-i / TBS）
  - 東京少女 セピア編 「入れ替わり少女」（2007年9月20日） - 主演・嶋田茜 役
  - 東京少女 草刈麻有（2008年10月4日 - 25日）
- 3年B組金八先生（TBS） - 森月美香 役
  - 第8シリーズ（2007年10月11日 - 2008年3月20日）
  - ファイナル〜「最後の贈る言葉」（2011年3月27日）
- 連続ドラマW プリズナー（2008年11月16日 - 12月14日、WOWOW） - タオ 役
- 探偵Xからの挑戦状! Season2 「嵐の柩島で誰が死ぬ」（2009年10月7 - 14日、NHK） - 夏あやか 役
- 金曜ドラマ おひとりさま 第6話（2009年11月20日、TBS） - 柳田圭子 役
- 警視庁失踪人捜査課 第5話（2010年5月14日、朝日放送 / テレビ朝日） - 里田希 役
- 主に泣いてます（2012年7月7日 - 9月8日、フジテレビ） - 緑川つね 役
- モメる門には福きたる（2013年1月7日 - 3月29日、東海テレビ） - 小野寺結衣 役
- 80年後のKENJI〜宮沢賢治 映像童話集〜 「銀河鉄道の夜」（2013年3月6日、NHK BSプレミアム） - かおる 役
- 木曜ドラマ9 ぴんとこな（2013年7月18日 - 9月19日、TBS） - 三島千晶 役
- 金曜プレステージ ねじれた絆 赤ちゃん取り違え事件 42年の真実（2013年10月11日、フジテレビ） - 稲福真奈美 役
- 美の巨人たち[注 1]（2016年2月6日、テレビ東京）
- 美の壺（2016年4月1日、NHK BSプレミアム） - 恋人 役
- 幕末グルメ ブシメシ!（2017年1月10日 - 2月28日、NHK BSプレミアム） - お羽 役
  - 幕末グルメ ブシメシ!2 第1話・第6話（2018年1月10日・2月14日）
- 貴族探偵 第4話（2017年5月8日、フジテレビ） ‐ 下北香苗 役
- 明日の約束 第2話・第4話・第7話（2017年10月24日・11月7日・28日、関西テレビ） - 都築裕子 役
- 相棒16 第10話（2018年1月1日、テレビ朝日） - 小島麗華 役
- やすらぎの刻〜道（2019年4月8日 - 、テレビ朝日）- ホッピー 役
- ミリオンジョー 第4話・第8話（2019年10月31日・11月28日 、テレビ東京） - 小川アヤカ 役
- 路〜台湾エクスプレス〜（2020年5月16日 - 、NHK総合） - 有吉咲 役
- 連続テレビ小説 ちむどんどん（2022年9月27日、NHK） - 大里悦子 役

### バラエティ
- 痛快TV スカッとジャパン（フジテレビ）
  - ヤホヤされたい!ぶりっ子悪女（2017年4月3日） - 桜井有紗 役
  - スカッと解決ランキング ご近所トラブル編（2017年6月19日） - 坂田亜希子 役
- 徹子の部屋（2017年5月30日、テレビ朝日）[注 2]
- 世界の村のどエライさん（2018年1月29日、関西テレビ） - リポーター

### 舞台
- 売春捜査官（2015年1月30日 - 2月14日、西が丘劇団稽古場 / 2月22日、SPACE雑遊） - 主演・木村伝兵衛 役
- 横浜グラフィティ（2016年7月26日 - 7月31日、俳優座劇場 / 8月6日 - 8月7日、神奈川・県民共済みらいホール / 2017年2月28日 - 3月5日、俳優座劇場） - 主演・島中奈美恵（ナンシー） 役
- すなっく ラ・ボエーム（2018年5月15日 - 5月20日、俳優座劇場） - キャシー中島 役[7]

### WEBドラマ
- Sweet Seventeen Musical 「フランボワーズムースは、友情のライトピンク」（2010年3月3日配信、ケータイSeventeen） - カホ 役[8]
- auビデオパス オリジナルドラマ第1弾「コレカラ」（2012年9月3日配信） - 橋口智子 役

### CM
- シーテック（2006年11月 - 2007年10月）
- ナガセ 東進ハイスクール 2008夏期講習 「初めての日」篇（2008年6月 - 2009年6月）
- レキットベンキーザー・ジャパン クレアラシル（2009年3月 - 2011年3月）
  - 「治療薬クリーム」篇
  - 「薬用洗顔フォーム」篇
- ぺんてる「Ain Stein」
- エステー 消臭プラグ（2009年10月 - 2011年10月）
  - 「Tシャツ」篇（2009年10月 - ）
  - 「やっぱり！オーケストラ」篇（2010年3月8日 - ）
  - 「シュパッとソング」篇（2010年5月17日 - 2011年9月）
- HOYA コンタクトのアイシティ 「いらっしゃればわかります篇」（2011年8月 - 2012年8月）
- ソフトバンクモバイル 白戸家 「一乗谷にて。〜白戸家の故郷の夏〜」（2011年8月 - 11月）[注 3]
- キナリ 草花木果（2011年11月 - 2012年10月）
  - 「草と花と木と果実」篇
- エバラCJフレッシュフーズ おいしいキムチ（2012年1月 - 10月）
  - 「朗読」篇「水やり」篇

### 広告
- 京都むらさきの（2009年10月 - ） - イメージモデル

### MV
- 西野カナ 「Dear…」（2009年12月2日）
- 湘南乃風 「ガチ桜」（2010年2月10日）
- 西野カナ 「Best Friend」（2010年2月24日）
- nicco 「委員長」（2010年6月9日）
- クラムボン「ハレルトマヂカ」（2010年7月20日）

### カバーモデル
- SKELT 8 BAMBINO 「夏恋」（2008年7月9日） - CDシングルジャケット
- 通学シリーズ（集英社刊）
  - 通学時間 〜君は僕の傍にいる〜（2011年4月22日、ピンキー文庫）ISBN 978-4-08-660001-9
  - 通学時間 1 〜君は僕の傍にいる〜 comic&stories（2014年7月25日、マーガレットコミックス）ISBN 978-4086601238
  - 通学時間 2 〜君は僕の傍にいる〜 comic&stories（2014年9月25日、マーガレットコミックス）ISBN 978-4086601290

## 書籍

### 雑誌
- セブンティーン（2009年3月号 - 2012年4月号） - 専属モデル

## 受賞歴
- The Best of Beauty 2012 10代部門（2012年9月3日、美容週間振興協議会）